# أندرو كوبرن (مؤلف)
أندرو كوبرن (بالإنجليزية: Andrew Coburn)‏ (1 مايو 1932، إيكستر في الولايات المتحدة - 7 أغسطس 2018)؛ كاتِب، قاص وروائي أمريكي.

## روابط خارجية
- أندرو كوبرن (مؤلف) على موقع IMDb (الإنجليزية)
- أندرو كوبرن (مؤلف) على موقع قاعدة بيانات الفيلم (الإنجليزية)